# Chaetomium repens
Chaetomium repens är en svampart som beskrevs av Guarro & Figueras 1986. Chaetomium repens ingår i släktet Chaetomium och familjen Chaetomiaceae.   Inga underarter finns listade i Catalogue of Life.